# Antonio García (schermidore)
Antonio García Hernández (Madrid, 29 luglio 1964) è un ex schermidore spagnolo.

## Palmarès
In carriera ha conseguito i seguenti risultati:
- Giochi del Mediterraneo

Atene 1991: bronzo nella sciabola individuale.